# موسى سيثول
موسى سيثول (من مواليد 17 نوفمبر 1964) هو قاتل متسلسل ومغتصب من جنوب إفريقيا ارتكب جرائم القتل العمد. يُعتقد أنه سمي بهذا الاسم لأن رحلته بدأت في أتريدجفيل، واستمرت في بوكسبرج وانتهت في كليفلاند، إحدى ضواحي جوهانسبرج. ومع ذلك، تشير العديد من المصادر الأخرى إلى أن المدن لم تكن بهذا الترتيب، بل بدأت في كليفلاند، واستمرت في بوكسبيرج وانتهت في أتريدجفيل. لم يتم نفي ذلك أو تأكيده.
في الفترة ما بين 16 يوليو 1994 و6 نوفمبر 1995، قام سيثول بقتل ما لا يقل عن 37 امرأة وطفل صغير. حُكم على سيثول بالسجن لمدة 2410 عامًا وهو مسجون حاليًا في مركز مانجونج الإصلاحي في بلومفونتين.

## حياته
وُلِد موسى سيثول في 17 نوفمبر 1964 في فوسلوروس، وهي بلدة بالقرب من بوكسبورج، مقاطعة ترانسفال ( جوتنج حاليًا). عندما كان في الخامسة من عمره، توفي والده وتخلت والدته عن العائلة. أمضى سيثول وإخوته السنوات الثلاث التالية في دار للأيتام ، حيث قال لاحقًا إنهم تعرضوا لمعاملة سيئة. وبحسب روايته الخاصة، تم القبض على سيثول بتهمة الاغتصاب في سن المراهقة وقضى سبع سنوات في السجن. وألقى لاحقا باللوم على سجنه لأنه تحول إلى قاتل. وقد أوضح جرائمه قائلاً إن النساء اللواتي قتلهن ذكرنه جميعًا بالنساء اللاتي اتهمنه زورًا بالاغتصاب قبل سنوات.

## جرائم القتل
يبدو أن سيثول كان شخصًا لطيفًا مع من حوله. في وقت ارتكاب جرائمه ، كان يدير منظمة وهمية تدعى " الشباب ضد الإساءة الإنسانية"، والتي كانت مكرسة ظاهريًا للقضاء على إساءة معاملة الأطفال . بعد ارتكاب جرائم قتل في أتريدجفيل، بالقرب من بريتوريا ، نقل سيثول تركيزه إلى بوكسبرج وفي النهاية إلى كليفلاند . وبحلول عام 1995، كان قد أودى بحياة أكثر من ثلاثين ضحية، مما أثار حالة من الذعر في جميع أنحاء البلاد. وفي بعض الحالات، كان يتصل لاحقًا بعائلات الضحايا دون أي سبب واضح آخر سوى السخرية منهم.  في مرحلة ما، قام الرئيس نيلسون مانديلا بزيارة بوكسبرج شخصيًا لطلب المساعدة العامة في القبض على القاتل.
وكان معظم ضحاياه يخضعون لمقابلات من أجل الحصول على وظائف في مؤسسة سيثول الخيرية البديلة . وكان سيثول يأخذهم إلى حقول نائية، حيث كان يضربهم ويغتصبهم ويقتلهم. وكان يتم خنقهم عادة بملابسهم الداخلية. لقد تسبب ذات مرة في إصابة رأس ابن أحد ضحاياه البالغ من العمر عامين وتركه ليموت من شدة التعرض للغاز.

## أسره
في أغسطس 1995، تم التعرف على سيثول بأنه شوهد مع إحدى الضحايا، لكنه اختفى بعد وقت قصير من علم محققي شرطة جنوب إفريقيا بتفاصيل إدانته السابقة بالاغتصاب. في أكتوبر 1995، اتصل سيثول بالصحفية الجنوب أفريقية تامسين دي بير وعرّف عن نفسه بأنه القاتل المطلوب. وقال خلال محادثة هاتفية مع دي بير، إن عمليات القتل كانت انتقاما لسجنه ظلماً، وأسفرت عن مقتل 76 شخصاً، أي ضعف العدد المعلن. وأخيرًا، لإثبات هويته، أعطى سيثول الاتجاهات إلى المكان الذي تركت فيه إحدى الجثث. وفي وقت لاحق، حاصرت السلطات المحلية سيثول في جوهانسبرغ ، وأطلقت النار على المشتبه به عندما هاجم شرطيًا بفأس. تم نقل سيثول إلى المستشفى، حيث تبين أنه مصاب بفيروس نقص المناعة البشرية ، كما تبين أنه مصاب بمرض السل.

## المحاكمة والسجن
بعد استدعاء شركة دي بير، أدلت بشهادتها أمام المحكمة العليا في بريتوريا حيث لعبت شهادتها دوراً رئيسياً في إدانة سيثول. في 5 ديسمبر 1997، حُكم على سيثول بالسجن لمدة 50 عامًا لكل من جرائم القتل الـ38، واثني عشر عامًا بالسجن لكل من جرائم الاغتصاب الأربعين، وخمس سنوات بالسجن لكل من جرائم السرقة الست. وبما أن أحكامه متتالية، فإن إجمالي عقوبته الفعلية هو 2410 سنة.
أمر القاضي ديفيد كيرلويس بأن يلتزم سيثول بخدمة 930 عامًا على الأقل قبل أن يكون مؤهلاً للإفراج المشروط، مما يجعله مؤهلاً للإفراج المشروط في سن 963 عامًا. وقال القاضي أيضًا لسيثول إنه لو كانت عقوبة الإعدام لا تزال مستخدمة، لكان قد حكم عليه بالإعدام. تم سجن سيثول في قسم C-Max ، وهو القسم الأكثر حراسة في سجن بريتوريا المركزي . وهو مسجون حاليًا في مركز مانجونج الإصلاحي في بلومفونتين.